# Nicolás Aldazor
Nicolás Aldazor (La Rioja, Argentina, 1785 - San Francisco del Monte de Oro, provincia de San Luis, 21 de agosto de 1866) fue un religioso argentino, tercer obispo de San Juan de Cuyo entre 1858 y 1866.

## Biografía
Estudió en Buenos Aires, donde ingresó en el convento franciscano en el año 1802, bajo la protección de fray Cayetano Rodríguez.
Durante las Invasiones Inglesas se destacó en la atención de heridos de ambos bandos. Dictó cátedras de derecho canónico y filosofía en el convento franciscano de Buenos Aires y desde 1818 y 1821 fue visitador del obispado de Buenos Aires.
En 1822 llegó a ser el superior de los franciscanos de la Argentina, cargo que ejerció durante 36 años. Durante la reforma religiosa impulsada por Rivadavia logró evitar el cierre de los conventos franciscanos, ya que se aseguró que en todo momento hubiera en cada convento el mínimo de frailes requerido por la ley.
En 1841 fue enviado por el gobernador Juan Manuel de Rosas a mediar ante el gobernador riojano Tomás Brizuela, pero a su llegada fue capturado por las tropas del general Juan Lavalle, que lo mantuvo preso varios días sin darle de comer y lo hizo marchar varios días a pie. Finalmente ordenó su ejecución junto con otros federales, pero el comerciante cordobés Fermín Soaje —que formaba parte de la comitiva de Lavalle— convenció al general de que fusilar un eclesiástico perjudicaría su imagen. Fue obligado a confesar y presenciar la muerte de los otros condenados. Fue trasladado preso a San Miguel de Tucumán, y recuperó la libertad poco después de la Batalla de Famaillá.
No era federal, pero después de la experiencia con Lavalle tomó abiertamente partido contra los unitarios.
En diciembre de 1858 fue nombrado obispo de Cuyo por el Papa Pío IX. No consagrado todavía, fundó la misión de San Francisco del Monte, en la Provincia de San Luis, hoy una pequeña ciudad.  Tardó casi tres años en ser consagrado y trasladarse a su diócesis, cuya sede estaba en San Juan. Poco después, un terremoto destruyó la ciudad de Mendoza, de modo que marchó a esa ciudad a atender a los heridos y a los sin casa.
Inició la concreción del seminario diocesano y recorrió cuidadosamente la diócesis durante varios años, hasta que su edad avanzada le impidió seguir haciéndolo. Tuvo una actitud muy firme de defensa de los derechos tradicionales de la iglesia católica, frente al anticlericalismo de los gobiernos liberales, sobre todo de Sarmiento, que fue gobernador de San Juan durante su gestión.
Falleció en San Francisco del Monte de Oro, provincia de San Luis, el 21 de agosto de 1866.